# Calamus adspersus
Calamus adspersus är en enhjärtbladig växtart som först beskrevs av Carl Ludwig von Blume, och fick sitt nu gällande namn av Carl Ludwig von Blume. Calamus adspersus ingår i släktet Calamus och familjen Arecaceae. Inga underarter finns listade i Catalogue of Life.